# Haby

## Haby

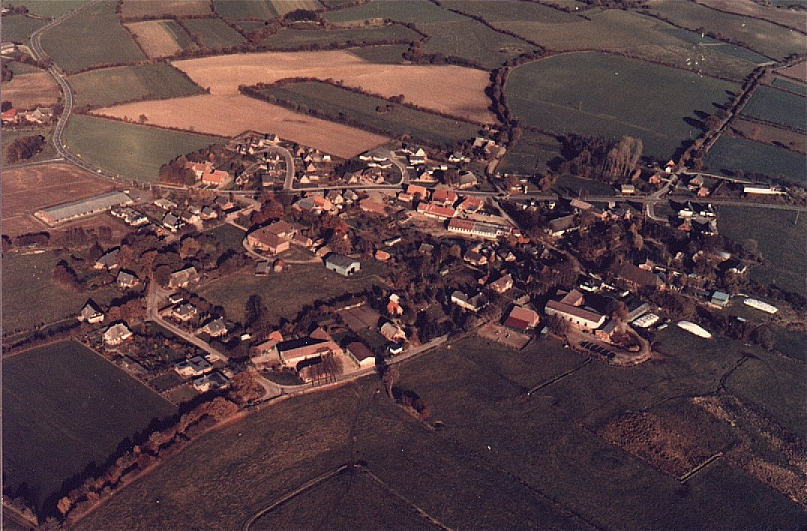
Vista aérea de Haby, uma vila no estado de Schleswig-Holstein, Alemanha, em 2014. A imagem mostra a vila em sua totalidade, com seus campos agrícolas, casas e a igreja no centro.

Haby é um município da Alemanha, localizado no distrito de Rendsburg-Eckernförde, estado de Schleswig-Holstein, a vila tem uma população de aproximadamente 608 habitantes (GeoNames de 2024).
Geografia:
Haby está localizado em uma região rural, descrita por campos agrícolas e florestas. O Rio Eider corre ao norte da vila.
História:
A primeira menção a Haby data do século XIII. A vila era originalmente um assentamento agrícola e, ao longo dos séculos, se desenvolveu em torno da igreja local. 
Economia:
A economia de Haby é baseada na agricultura, na silvicultura e no turismo. A vila possui alguns pequenos negócios e lojas, além de um hotel e um restaurante.  
Atrações:
- A Igreja de São Nicolau: Uma igreja medieval construída no século XIII.
- O Moinho de Haby: Um moinho de vento do século XIX que foi restaurado e está aberto ao público.
- A Reserva Natural do Eider: Uma área protegida com rica flora e fauna.

Educação:
Haby possui uma escola primária. As crianças mais velhas frequentam escolas secundárias em Rendsburg ou Eckernförde.
Transporte:

Haby está conectado por ônibus a Rendsburg e Eckernförde. A vila também possui uma estação ferroviária na linha Kiel-Rendsburg.